# Pickering (Ontario)
Pickering es una ciudad canadiense ubicada al este de Toronto en la región de Durham, Ontario, Canadá.

## Generalidades
La población de Pickering es de aproximadamente 94.000 habitantes, (2005). A la ciudad se la conoce por su planta de energía nuclear, y la turbina OPG7 conmemorativa, adyacente a la misma. La ciudad también cuenta con varias otras empresas de manufacturas y de alta tecnología. Limita con Toronto y económicamente forma parte del Área del Gran Toronto. (GTA).
El nombre de Pickering procede de "Pickering Township" (ciudadanía de Pickering), que era el nombre del área geográfica y política hasta el establecimiento del gobierno regional en 1974. En ese momento, el área (con excepción de lo que pasó a ser la ciudad de Ajax, tomó el nombre de "Town of Pickering", cambiando "City of Pickering" en el 2000. Sorprendentemente, la comunidad que se conocía como Pickering antes de 1974 está ahora situada en la ciudad de Ajax, y normalmente se la conoce como "Pickering Village". Antes de 1974, las áreas suburbanas al sur de la autovía 401 eran conocidas normalmente como "Bay Ridges", mientras que las áreas al norte, como "Dunbarton".
Aunque gran parte de Pickering es todavía terreno agrícola o bosques, es una de las regiones de crecimiento más rápido de Canadá. Su proximidad a la cercana ciudad de Toronto genera un mercado muy apetecible de bienes inmuebles. La autovía 401, la más rápida y congestionada de Canadá discurre por el paralelo al sur de Pickering hacia el Lago Ontario. La mayoría de los alrededores al oeste de Pickering forman parte del sistema del parque del río Rouge el mayor parque urbano de Norteamérica.
Para el año 2010 está previsto el inicio de la construcción del aeropuerto de Pickering Airport.
Como puerta del este del Área del Gran Toronto, la ciudad de Pickering es una de las más diversas de Canadá. Ha sido calificada por la provincia de Ontario como un centro de crecimiento emergente, en su Acta de Lugares en Crecimiento y se espera que lidere el crecimiento nacional en negocios y residencias durante los próximos 10 o 20 años. Actualmente, la ciudad de Pickering y la provincia de Ontario están negociando planes para el desarrollo de las áreas de Seaton y Cherrywood en el centro de Pickering. De acuerdo con la región de Durham, la población de Pickering se calcula alcanzará los 215,235 en 2031¹. En esa fecha, Pickering se convertiría en el municipio más poblado de la región de Durham¹.
¹ Plan de Mejora del Tráfico en la Región de Durham, 2003. http://www.region.durham.on.ca/departments/planning/RTTFFinalReport.pdf

### Comunidades y aldeas
La ciudad de Pickering está formada por varios núcleos urbanos y aldeas rurales. Las comunidades del sur de Pickering son: 
- Amberlea
- Bay Ridges
- Duffin Heights
- Dunbarton
- Liverpool
- Rougemount
- Village East
- West Shore; y muchas otras.

Las comunidades de aldeas rurales del Norte de Pickering son: 
- Balsam
- Brougham
- Cherrywood
- Claremont
- Green River
- Greenwood
- Seaton
- Kinsale
- Whitevale.

## Instalaciones de ocio y recreativas
El Complejo Recreativo de Pickering es la principal instalación atlética de la ciudad. El edificio alberga equipo de fitness, salas de conferencias, piscina, pistas de squash, pistas de tenis cubiertas y dos pistas. Hay otros dos campos de deportes en Pickering: Don Beer Arena y Art Thompson Arena. El mayor complejo atlético al aire libre es Kinsmen Park, que contiene campos de béisbol, de fútbol (soccer) y de fútbol americano.
La fachada frente al lago de la ciudad ha sido objeto de importantes renovaciones en los últimos años. Hay un paseo entablado que discurre en la orilla del lago con plataformas para saltos y redes de voleibol. Los alrededores se han convertido en un barrio náutico con almacenes y restaurantes.
Pickering está en proceso de crear un puente para peatones que cruzaría la autovía 401 desde la estación de Pickering al Centro comercial del centro del núcleo urbano.
Con su acceso a los más importantes mercados, su alto valor residencial, los impuestos más bajos de los municipios de Durham a las orillas del lago y la calidad de sus servicios comunitarios, programas y diversiones, la ciudad de Pickering es la comunidad de elección para residencia y negocios, lo que ya ha sido reconocido por el Canadian Living Magazine que la ha designado como, "el mejor lugar en Canadá para levantar una familia."

## Demografía

### Datos étnicos
La composición racial de Pickering es: 
- 73,1 % caucásicos
- 9,3 % negros
- 2,8 % asiáticos orientales
- 7,5 % asiáticos del sur
- 2,3 % filipinos

Hay otros grupos étnicos más pequeños (aborígenes de Canadá, hispanos). 
Fuente: censo estadístico del Canadá 2001
El 22,8 % de la población no alcanza los 14 años. Los comprendidos entre 15 y 64 conforman el 69,7 %. Sólo el 7,6 % tienen más de 65 años¹. La edad media es de 35,6 y la tasa de desempleo es del 4,9%, lo que es menor que la tasa nacional¹.
¹ censo estadístico del Canadá 2001 

### Religión
- 33,4 % católicos.
- 37,5 % protestantes
- 3,5 % ortodoxos
- 3,9 % musulmanes
- 2,4 % hindúes
- 0,4 % sikh
- 0,1 % judíos
- 14,9 % sin afiliación religiosa

Fuente: censo estadístico del Canadá 2001

## Situación de Pickering y sus vecinos
|                         | Norte: Uxbridge         |                   |
| Oeste: Toronto, Markham | Pickering               | Este Ajax, Whitby |
|                         | Sur: Ajax, Lago Ontario |                   |